# Bryan Watson (Tänzer)
Bryan Watson (* 18. April 1969 in Durban, Südafrika) ist ein südafrikanischer Profi-Tänzer. Er war von 1999 bis 2007 mit Carmen Vincelj  Tanzsport Weltmeister der Profis in den Lateinamerikanischen Tänzen.
Watson ging in Johannesburg zur Schule und arbeitete als Bankangestellter.
Im Amateurlager gewann Bryan Watson die Weltmeisterschaft in Latein mit Claudia Leoni bereits 1991. Er wurde 1992 Profi und feierte Erfolge mit Karen Hardy. Ab 1999 setzte Watson mit der deutschen Tänzerin Carmen Vincelj über Jahre Maßstäbe in den Lateintänzen. Es kamen viele weitere Titel hinzu. Unter anderem:
- European Professional Latin
- German Professional Latin
- British Professional Latin
- Russian Professional Latin
- World Professional Latin Dance Sport Championships USA
- Blackpool Dance Festival Professional Latin
- German Masters Latin
- WD & DSC World Latin
- The International Brentwood Professional LA England
- Grand Prix von Deutschland
- WD & DSC – US-Open
- WD & DSC – German Open GOC 2003

Watson und Vincelj leben in London.